# Усть-Курдюмское муниципальное образование
Усть-Курдюмское муниципальное образование — упразднённое сельское поселение в Саратовском районе Саратовской области Российской Федерации.
Административный центр — село Усть-Курдюм.
Законом Саратовской области от 25.11.2021 № 133-ЗСО с 1 января 2022 года упраздняется в результате объединения муниципального района с городским округом Саратовом.

## История
Статус и границы сельского поселения установлены Законом Саратовской области от 29 декабря 2004 года № 113-ЗСО «О муниципальных образованиях, входящих в состав Саратовского муниципального района».

## Население
| 2010  | 2011  | 2012  | 2013  | 2014  | 2015  | 2016  |
| ----- | ----- | ----- | ----- | ----- | ----- | ----- |
| 2806  | ↘2805 | ↗2951 | ↗3041 | ↗3195 | ↗3354 | ↗3458 |
| 2017  | 2018  | 2019  | 2020  | 2021  |       |       |
| ↗3561 | ↗3657 | ↗3753 | ↗3879 | ↗4445 |       |       |

## Состав сельского поселения
| № | Населённый пункт | Тип населённого пункта       | Население |
| - | ---------------- | ---------------------------- | --------- |
| 1 | Долгий Буерак    | деревня                      | ↗238      |
| 2 | Мергичевка       | деревня                      | 67        |
| 3 | Новогусельский   | посёлок                      | ↗382      |
| 4 | Пристанное       | село                         | ↗437      |
| 5 | Усть-Курдюм      | село, административный центр | ↗1898     |